# Saint-Alban-d'Hurtières
Saint-Alban-d'Hurtières là một xã thuộc tỉnh Savoie trong vùng Auvergne-Rhône-Alpes ở đông nam nước Pháp.